# Arciprestazgo de Jerez Centro
El Arciprestazgo de Jerez Centro, es un arciprestazgo español que está bajo la jurisdicción del Obispado de Asidonia-Jerez y está compuesto por las siguientes parroquias:

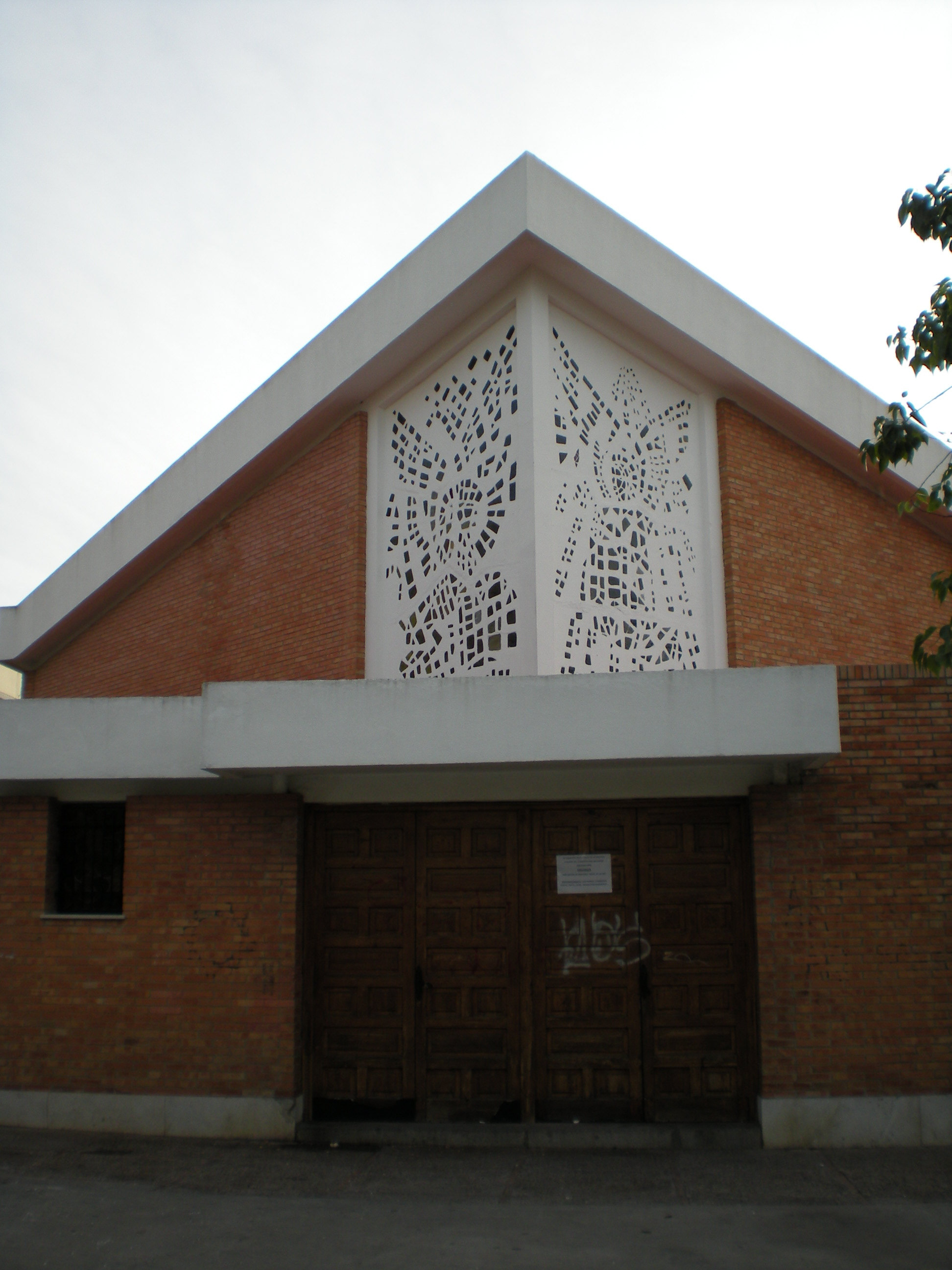
Iglesia de Fátima

| Población            | Parroquia |
| -------------------- | --- |
| Jerez de la Frontera | Parroquia de los Cuatro Evangelistas: Iglesia de San Juan de los Caballeros, Iglesia de San Lucas, Iglesia de San Marcos y Iglesia de San Mateo |
| Jerez de la Frontera | Iglesia de Nuestra Señora de Fátima |
| Jerez de la Frontera | Iglesia de Nuestra Señora de las Nieves |
| Jerez de la Frontera | Iglesia de Nuestro Señor San Salvador y San Dionisio Aeropagita                                                                                 |
| Jerez de la Frontera | Iglesia de San Juan Bautista de los Descalzos y Nuestra Señora de las Angustias                                                                 |
| Jerez de la Frontera | Iglesia de San Miguel |
| Jerez de la Frontera | Iglesia de San Pedro |